# Пам'ятник Тарасові Шевченку (Новомиргород)
Па́м'ятник Тара́сові Шевче́нку в Новоми́ргороді — пам'ятник видатному українському поетові Тарасові Шевченку в місті Новомиргороді Кіровоградської області, встановлений в червні 2010 року.

## Шевченко і Новомиргород
Тарас Шевченко відвідав Златопіль (тодішнє Гуляйполе), чумакуючи з батьком в 1827 році. Про це він згадував у повісті «Наймичка», переплутавши Велику Вись з Гнилим Тікичем:
| «Во времена самой нежной моей юности (мне было тогда 13 лет) я чумаковал тогда с покойником отцом. Выезжали мы из Гуляйполя. Я сидел на возе и смотрел не на Новомиргород, лежащий в долине над Тикичем, а на степь, лежащую за Тикичем. Смотрел и думал (а что я тогда думал, то разгадает только один Бог). Вот мы взяли соб, перешли вброд Тикич, поднялися на гору. Смотрю — опять степь, степь широкая, беспредельная...»[2] |

## Передісторія

Пам'ятник невдовзі після встановлення

Ідея встановлення пам'ятника з'явилась у середовищі новомиргородської інтелігенції в 1960-ті роки. Ініціатором став відомий дисидент та громадський діяч Степан Кожум'яка, який клопотав щодо встановлення у місті демонтованого в 1964 році пам'ятника Шевченку у Шполі. Колишній шполянський спомник авторства Каленика Терещенка пропонувалося встановити в центральному парку Новомиргорода, де залишився пагорб від знесеного в 1917 році пам'ятника Олександру II. Це стало б символічним, оскільки саме імператор не дозволив Шевченку виїжджати із заслання. Планувалось встановити підмурок з відповідним карнизом та колону в іонічному ордері, на якій мала розміщуватись постать поета. Однак на встановлення пам'ятника не погодився ані райком КПУ, ані Міністерство культури, закидаючи що він «ідеологічно не витриманий». Поставити пам'ятник на власному подвір'ї Степану Кожум'яці теж не дали, а саму скульптуру згодом реквізували представники Канівського музею. Її подальша доля невідома.

## Історія
На початку 2000-х років з ініціативи районного об'єднання ВУТ «Просвіта» на чолі з Миколою Суржком за підтримки місцевої газети «Новомиргородщина» розгорнулась широка громадська кампанія по зібранню коштів для встановлення пам'ятника, в якій взяли участь 2023 жителі Новомиргородщини. Акцію підтримали міський голова Яків Немировський та голова районної ради Леонід Орлов.
Довгий час серед громадськості Новомиргорода точились дискусії стосовно місця розміщення майбутнього пам'ятника. Як варіанти розглядалось його спорудження в центрі міста, при в'їзді до нього або в Златополі, безпосередньо через який проїжджав Шевченко. В результаті пам'ятник було вирішено встановити у Златополі, поблизу будівлі Новомиргородської міської ради.
Встановлення пам'ятника відбувалось в травні-червні 2010 року за рахунок зібраних коштів громадян, міського і районного бюджетів та кількох політичних сил. До фінансування пам'ятника долучились партії «Наша Україна», ВО «Свобода» та КПУ.
25 червня 2010 року, у день 270-річчя Новомиргорода відбулося урочисте відкриття та освячення пам'ятника. Пізніше поблизу нього було закладено сквер і дитячий майданчик.

## Опис

Табличка позаду пам'ятника

Мармуровий пам'ятник зображує поета молодим юнаком в повний зріст (раніше пропонувалось зобразити його 13-літнім хлопчиком), що стоїть на гранітній брилі. Лівою рукою він пригортає до грудей «Кобзар», а правою спирається на кручу, стилізовану під крило. На крилі зображений маршрут молодого поета: «Моринці — Новомиргород — Єлисаветград». Спереду до пам'ятника прикріплена табличка з епіграфом:
| Ми не лукавили з тобою, Ми просто йшли; у нас нема. Зерна неправди за собою — Т. Г. Шевченко, «Доля» (1858) |

## Цікаві факти
- Новомиргородський пам'ятник Шевченку дуже подібний до Пам'ятника Василеві Симоненку у Черкасах, відкритого 17 листопада 2010 року, автором якого також є скульптор Димйон Владислав Володимирович.[8]